# Роликовий ланцюг
Ро́ликовий ланцю́г (англ. roller chain) — тип приводного (урухомного) ланцюга, що призначений для передавання механічної енергії від ведучого вала до веденого у ланцюгових передачах.
Використовується переважно в різноманітних механізмах, транспортних та сільськогосподарських машинах, у тому числі у мотоциклах, автомобілях, велосипедах, конвеєрах, навантажувачах, типографських машинах тощо. Роликовий ланцюг є простим та надійним засобом передавання потужності з високим ККД, що може сягати 98%. Роликовий приводний ланцюг є найпоширенішим у техніці та стандартизований за конструкцією й типорозмірами й масово виробляється великими вузькоспеціалізованими підприємствами.

## Конструктивні особливості

### Роликові ланцюги за ДСТУ ГОСТ 13568:2006

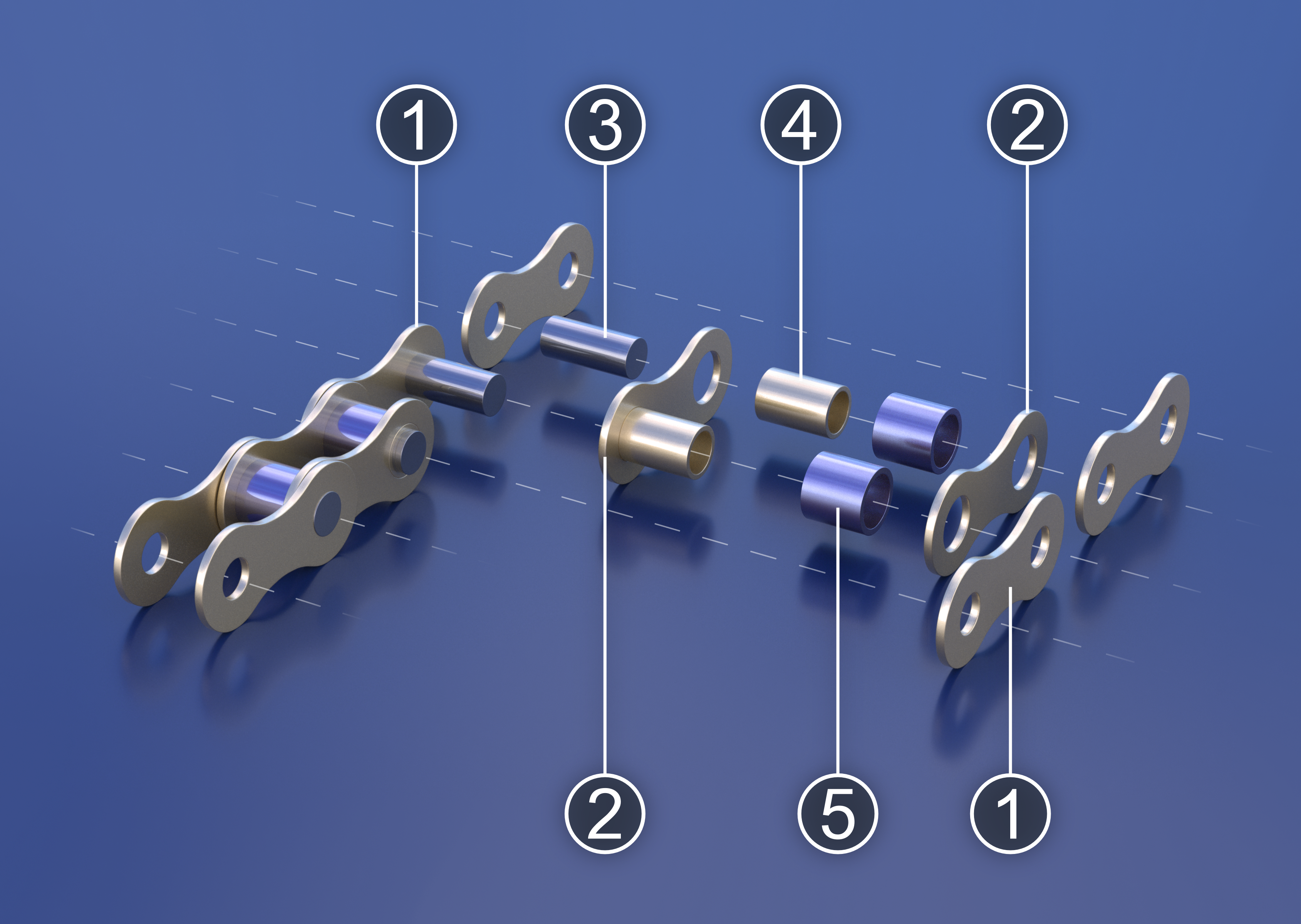
Деталі роликового ланцюга:
1. Зовнішня пластина
2. Внутрішня пластина
3. Валик (пін)
4. Втулка
5. Ролик

Роликовий ланцюг із зігнутими пластинами

Роликовий ланцюг типу ПР складається з почергово сполучених ланок двох типів: зовнішніх та внутрішніх. Окремі деталі ланцюга: 1 — пластина зовнішньої ланки; 2 — пластина внутрішньої ланки; 3 — валик; 4 — втулка; 5 — ролик. Пластини внутрішньої ланки 2 напресовані на втулки 4 і утворюють нерухоме з'єднання. Валик 3 вільно входить у втулку і утворює циліндричне шарнірне з'єднання. Зовнішні пластини 1 напресовані на валики, які на торцях розвальцьовані. Ролик 5 на втулці 4 може вільно обертатись при вході у зачеплення із зубцями зірочки.
У рухомих спряженнях втулки з валиком і роликом відбувається тертя ковзання, у спряженні роликів із зубцями зірочок переважає тертя кочення, що зменшує зношування та підвищує коефіцієнт корисної дії ланцюгової передачі.
Приводні роликові ланцюги бувають одно- (тип ПР), дво- (2ПР), три- (ЗПР) та чотирирядними (4ПР). Навантажувальна здатність багаторядних ланцюгів майже пропорційна числу рядів. Використання багаторядних ланцюгів дозволяє значно зменшити габаритні розміри передачі у площині, перпендикулярній до осей валів. Їх складають з тих же елементів, що й однорядні, тільки валики мають збільшену довжину. У зв'язку з наявністю ланок двох типів число ланок у ланцюговому контурі повинно бути парним. У разі потреби використання ланцюга з непарним числом ланок застосовують спеціальні перехідні ланки.
Різновидом роликових ланцюгів є приводні роликові ланцюги типу ПРИ (із зігнутими пластинами). Такі ланцюги мають однотипні ланки, завдяки чому число ланок у контурі може бути як парним, так і непарним. Роликові ланцюги із зігнутими пластинами мають більшу поздовжню податливість, і тому їх застосовують для умов навантажень ударного характеру.

### Довголанкові роликові ланцюги за ISO 1275:2006
Довголанкові роликові ланцюги знайшли застосування у механічних приводах та конвеєрах.
Роликові довголанкові ланцюги розроблені на базі приводних роликових прецизійних ланцюгів з дрібним кроком (ISO 606:1994), з деякими спільними розмірами але мають подвійний крок. Призначені для роботи у легших умовах експлуатації за швидкістю й навантаженням, що передається, у порівнянні з прототипом.

### Матеріали для виготовлення деталей роликових ланцюгів
Пластини ланцюгів виготовляють з вуглецевих і легованих сталей (сталі 40, 45, 50, 30ХН3А) із гартуванням до твердості HRC 32…44, валики, втулки і ролики — із цементованих сталей (сталі 10, 15, 20, 12ХНЗА, 20ХН3А, 40ХН) з термообробкою до твердості HRC 45…65.

## Експлуатація роликових ланцюгів

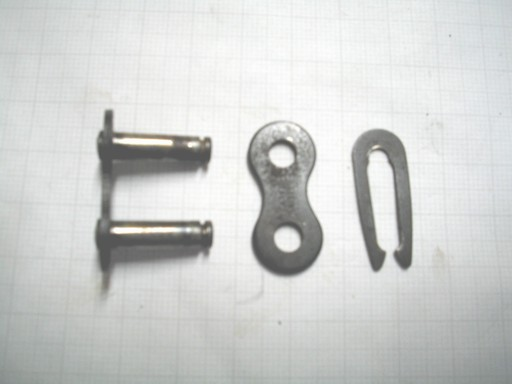
Розбірна зовнішня ланка (замок) ланцюга

Для з'єднання/роз'єднання ланцюга використовуються спеціальні інструменти — «витискачі», що конструктивно нагадують невелику жорстку струбцину з подовженим наконечником гвинта з твердої сталі, діаметром трохи меншим за валик ланцюга. Також часто застосовуються розбірні зовнішні ланки (замки).
Для надійної роботи у складних умовах відкрита ланцюгова передача потребує регулярного очищення та змащування. Застосування консистентних мастил вимагає їх попереднього розплавлення («проварювання» знятого ланцюга) або розчинення (сучасні спеціальні мастила для ланцюгів, у тому числі аерозольні), щоб масло проникло в усі внутрішні шпари. Після охолодження ланцюга або випаровування розчинника густе мастило надійно утримується в зазорах; зовні ланцюг повинен бути сухим. До спеціальних консистентних ланцюгових мастил можуть додаватися також липкі речовини, що зменшують скидання мастила при русі ланцюга, і тверді протизадирні і антифрикційні компоненти — наприклад, порошок графіту.
Високоякісні ланцюги — зокрема, сучасних мотоциклів — можуть оснащуватися сальниками, що закладаються разом з мастилом між ланками при складанні — гумовими кільцями круглого (O-Ring) або фасонного (X-Ring) перетину. Термін стабільної роботи такого ланцюга визначається терміном стирання сальників і зростає у декілька разів порівняно зі звичайним. Недоліки: зростає втрата потужності на вигин ланцюга (до декількох кінських сил), трохи більша ціна та габаритна ширина.
Застосовуються також численні варіанти кожухів приводів — від простих протипилових до жорстких з масляною ванною. Кожух суттєво подовжує життєвий цикл ланцюга, але в той же час утрудняє його контроль, а через биття ланцюга повинен бути досить просторим. У жорсткому кожусі при розриві ланцюга може бути заблокованою одна із зірочок, у гіршому випадку — ведучого колеса. Тому на мотоциклах від жорстких кожухів відмовляються або використовують руйнівні конструкції кожухів.
Закриті та відкриті ланцюги стаціонарних механізмів змащуються зазвичай крапельним способом з використанням лубрикаторів.

## Технічні характеристики та маркування
Основними, що підлягають стандартизації, геометричними параметрами роликових ланцюгів є:
- крок (мм) : 8; 9,525; 12,7; 15,875; 19,05; 25,4; 31,75; 38,1; 44,45; 50,8; 63,5;
- діаметр ролика (мм): 5; 6,35; 7,75; 8,51; 10,16; 11,91; 15,88; 19,05; 22,23; 25,40; 28,58; 39,68;
- відстань між внутрішніми пластинами (мм): від 3 до 38,1.

Перші роликові ланцюги та стандарти на них створювались у британській дюймовій системі мір, тому крок та інші розміри ланцюгів є кратними цілим частинам дюйма, а в міліметрах вказуються з точністю до 2-го — 3-го знаку після коми.
В Україні конструкція, сортамент та маркування роликових ланцюгів регламентується ДСТУГОСТ 13568:2006, який певною мірою приведений у відповідність до міжнародного стандарту ISO 606-94. У США діє стандарт ANSI B29.1-2011.
Прийнята у вітчизняному стандарті система маркування є досить складною і типорозміри не у повні мірі збігаються із зарубіжними. У зв'язку з цим часто використовують простіше на базі стандарту ANSI B29.1-2011 маркування з 3-х цифр, які позначають основні розміри ланцюга у восьмих частинах дюйма: перша цифра — крок (наприклад, для 525-го ланцюга 5·(25,4/8)=15,875мм), дві останні цифри — відстань між внутрішніми пластинами десятковим дробом з кроком 0,5 (для 525-го ланцюга 2,5·(25,4/8)=7,9375мм). Зустрічаються проміжні значення (ланцюги 428, 532 тощо) — їх простіше ідентифікувати за таблицею. Таке маркування часто викарбуване безпосередньо на зовнішніх пластинах ланцюга.
Маркування та розміри деяких поширених видів ланцюгів, мм:
| Ланцюг | Крок ланцюга | Відстань між внутрішніми пластинами | Діаметр ролика |
| 415    | 12,70        | 4,88                                | 7,75           |
| 420    | 12,70        | 6,35                                | 7,75           |
| 428    | 12,70        | 7,75                                | 8,51           |
| 520    | 15,88        | 6,35                                | 10,16          |
| 525    | 15,88        | 7,85                                | 10,16          |
| 530    | 15,88        | 9,53                                | 10,16          |
| 532    | 15,88        | 9,53                                | 11.10          |
| 630    | 19,05        | 9,53                                | 11,91          |
| 632    | 19,05        | 9,66                                | 12,68          |

Швидкість руху ланцюга у звичайних випадках становить не більше за 7-8 м/с окрім автомобільної промисловості, де швидкість може сягати 15 м/с. Руйнівне навантаження залежить від типорозміру ланцюга і для роликового однорядного ланцюга становить від 4,6 кН для марки ПР-8-4,6 (05 B-1 за ISO 606) до 354 кН для марки ПР-63,5-345 (40 A-1 за ISO 606).